# Die Legende von Prinz Eisenherz
Die Legende von Prinz Eisenherz ist eine US-amerikanische Zeichentrickserie basierend auf der Comic-Serie „Prinz Eisenherz“ von Hal Foster.

## Handlung

### Erste Staffel
Wie in der Comic-Vorlage beginnt die Serie mit dem Fall des fiktiven Königreichs Thule, dessen Erbe Prinz Eisenherz ist. Eisenherz, seine Eltern und eine Gruppe von Überlebenden aus dem Schloss werden von dem unbarmherzigen Eroberer Cynan in ein lebensfeindliches Sumpfgebiet verbannt. Der Prinz, tief betrübt durch die Niederlage und bestrebt sich an Cynan zu rächen, nimmt sich vor, das Beste aus seinem neuen Leben zu machen. In einer Serie von Träumen über ein Königreich namens Camelot, König Arthur, Merlin und die Ritter der Tafelrunde reift in ihm der Wunsch nach einer neuen, großen Aufgabe in seinem Leben. Eisenherz ist begeistert von dem Prinzip der „Neuen Ordnung“, das in Camelot vertreten wird. Es gründet auf der Idee, dass Macht nicht gleichzusetzen ist mit Recht und dass Wahrheit, Gerechtigkeit, Ehre und Freundschaft die Grundsätze im Umgang mit anderen Menschen sein sollten. Gegen den Wunsch seines Vaters, verlässt Eisenherz die Siedlung der Exilanten auf der Suche nach Camelot, so dass er dort König Artur als ein Ritter der Tafelrunde dienen könne.
Während seiner Queste trifft er auf zwei Gefährten, die ebenfalls dem Zauber seines Traumes von Camelot erliegen. Zunächst trifft er auf den Bauernsohn Arn, der umherzieht und sich für seinen Stand, seine geringe Bildung und seine Tollpatschigkeit schämt. Später trifft er auf Rowanne, die Tochter eines Hufschmiedes, welche draufgängerisch, unorthodox und sehr geschickt im Umgang mit Pfeil und Bogen ist. Die drei freunden sich schnell an und finden gemeinsam Camelot. Der Weg zur Ritterschaft ist für alle drei Hauptcharaktere jedoch mit zahlreichen Prüfungen verbunden. Neben Auseinandersetzungen im Kampf gegen Feinde Camelots, Kreaturen der Wildnis sowie Banditen wird auch fortwährend ihre Freundschaft auf die Probe gestellt. Historische Umbrüche, wie etwa die Entdeckung des Schießpulvers, die mit der „Neuen Ordnung“ beginnende Abschaffung der Feudalherrschaft sowie die Abwendung von der Gewalt und Brutalität des Mittelalters werden hierbei ebenso aufgegriffen wie Probleme der Gegenwart, etwa Alkoholmissbrauch, Fremdenfeindlichkeit, Kindesmisshandlung oder Gleichberechtigung.
Die erste Staffel endet mit der Rückeroberung des Königreich Thule durch eine von Prinz Eisenherz angeführte Armee.

### Zweite Staffel
Die zweite Staffel beinhaltet weitere Abenteuer von Prinz Eisenherz, der inzwischen Ritter von Camelot ist, sowie später auch den Ritterschlag seiner Gefährten, der im Fall von Arn sogar durch Eisenherz selbst durchgeführt wird. Das Königreich von Camelot gerät infolge von Unruhen, die maßgeblich durch Arthurs Erzfeind Mordred angestiftet werden, an den Rand des Zusammenbruchs. Bewaffnete Konflikte mit Mordreds Söldnerarmee erreichen Arthurs Hof, wobei Arthur zum Schein getötet wird. In einer finalen Konfrontation schlägt Eisenherz Mordred im Zweikampf. König Arthur erscheint und Camelot ist gerettet.

## Figuren

### Prinz Eisenherz
Prinz Eisenherz ist die Hauptfigur der Serie. Er durchlebt auf seinem Weg vom Königssohn zum Ritter einen Wandlungsprozess, der insbesondere durch seine Charakterentwicklung gekennzeichnet ist: Tritt er in den ersten Episoden noch launisch, ungeduldig und stolz auf, so wird er durch die Abenteuer und Herausforderungen vor und in Camelot zur Reflexion und Mäßigung geführt. Diese Tugenden sowie seine Tapferkeit verhelfen ihm schließlich zum Ritterschlag. Seine Waffe ist ein besonderes Schwert, die „Schwesterklinge“ von Excalibur, aus demselben Stück Stahl geschmiedet wie das sagenumwobene Gegenstück, das ihm durch Rowannes Vater anvertraut wird.

### König Arthur
König Arthur ist Herrscher des Königreichs Camelot; er weist erhebliche Ähnlichkeiten mit dem mystischen König Artus auf. Mehr als einmal gerät er in das Visier von Intrigen, Attentaten und anderen Gefahren, die durch Eisenherz, seine Freunde oder mit Hilfe anderer Ritter abgewendet werden müssen. Seine Gemahlin, Königin Guinevere, ist seine Stellvertreterin. Symbol seiner Herrschaft ist das Schwert Excalibur.

### Merlin
Merlin ist der Magier des Hofes König Arthurs, dem mythischen Zauberer Merlin nachempfunden. Er verfügt als Schriftgelehrter über weitreichende Kenntnisse der Ingenieurskunst, der Alchemie sowie der Heilkunde. Darüber hinaus steht er König Arthus als Berater zur Verfügung und erhält die Kontakte mit anderen Königreichen und Verbündeten Camelots durch Brieftauben aufrecht. Häufig in Erscheinung tritt sein Avatar, ein Falke.

### Sir Gawain
Sir Gawain ist einer der Ritter der Tafelrunde und entspricht dabei am ehesten der Figur des Gawan in der Artussage. Er wird in der Serie durch seine besondere Kühnheit und Angriffslust gekennzeichnet, was ihm keineswegs immer zum Vorteil gereicht. Sein Erscheinen umfasst die Rolle als Feldherr, kämpfender Begleiter von Eisenherz, Arn und Rowanne, wie auch im Turnier. Ferner übernimmt er die Grundausbildung der Aspiranten zur Ritterschaft.

### Sir Briant
Sir Briant ist der einzige dunkelhäutige Vertreter der Ritterschaft. Er tritt besonnen und ruhig auf, begleitet Eisenherz und die Gefährten auf vielen ihrer Abenteuer (meist zusammen mit Gawain) und fungiert als Lehrmeister im Lanzenstechen. In einer Episode wird gesellschaftliche Rassendiskriminierung an seinem Beispiel thematisiert.

### Mordred
Mordred ist der erbitterte Widersacher König Arthurs. Er ähnelt der Gestalt Mordred der Artussage, seine Verwandtschaftsbeziehung zu Arthur findet in der Serie jedoch keinerlei Erwähnung. Er vertritt die Vorstellung einer „Herrschaft durch das Schwert“, die im Widerspruch zu den friedlichen Idealen von Camelot steht; aus diesem Grund sorgt er mit der Tötung einer Abordnung des Stammes der Wikinger, die zum Zweck von Friedensverhandlungen mit König Arthur in Verbindung treten wollten, für das Weiterbestehen einer langen Feindschaft. Zunächst als siegreicher Feldherr gefeiert, wird er infolge dieses Verrats in die Verbannung geschickt. Stets mit ihm in konspirativer und inniger Partnerschaft tritt Morgane auf. In der zweiten Staffel vereinigt er Arthurs Feinde und führt diese zu einem Feldzug gegen das Königreich Camelot an.

### Morgane
Arthurs Halbschwester Morgane ist Drahtzieherin mehrerer Intrigen am Hofe Camelot. Sie trachtet Arthur nach dem Leben, um selbst den Thron übernehmen zu können, wobei ihr Handlungsrepertoire Anschläge mit Gift, magisches Blendwerk und die Vereinnahmung von Mordred umfasst. Kontinuierliche magische Auseinandersetzungen zwischen ihr und Merlin ziehen sich durch beide Staffeln.

## Synchronsprecher
| Rolle           | Originalsprecher     | Synchronsprecher   |
| --------------- | -------------------- | ------------------ |
| Erzähler        |                      | Hans Paetsch       |
| Prinz Eisenherz | Robby Benson         | Marek Erhardt      |
| Arn             | Michael Horton       | Sascha Draeger     |
| Rowanne         | Noelle North         | Marion Elskis      |
| Merlin          | Alan Oppenheimer     | Wolf Rahtjen       |
| König Arthur    | Efrem Zimbalist, Jr. | Gottfried Kramer   |
| Guinevere       | Samantha Eggar       | Marianne Bernhardt |